# The Six Thatchers
"The Six Thatchers" é o primeiro episódio da quarta temporada da série de televisão britânica Sherlock e o décimo primeiro episódio da série. O episódio foi originalmente transmitido na BBC One, PBS e Channel One em 1 de janeiro de 2017.

## Enredo
O episódio abre com um monólogo de Sherlock (Benedict Cumberbatch) contando uma versão de Appointment in Samarra. Mycroft (Mark Gatiss) vai a um comitê convocado por Lady Smallwood para decidir a nova versão da história da morte de Charles Augustus Magnussen ("His Last Vow")–os vídeos de segurança foram alterados para se acreditar que ele morreu por um tiro de um sniper. John (Martin Freeman) e Mary Watson (Amanda Abbington) tem sua primeira filha, na qual dão o nome de Rosamund Mary. Após os acontecimentos de "The Abominable Bride", Sherlock torna-se obcecado pela vingança póstuma de Moriarty (Andrew Scott) com Microsoft, os detetives da Scotland Yard, incluindo Greg Lestrade (Rupert Graves) esperando resolverem casos aparentemente simples para levá-los a um grande esquema. Enquanto isso, John começa a ter um relacionamento com uma mulher que ele conheceu em um ônibus, o que implica um caso, mas ele manda mensagens de textos para ela dizendo que está tudo acabado.
Sherlock investiga um caso em que o filho de um ministro Conservador é encontrado morto após um acidente de carro, quando todos imaginavam que ele estava de férias no Tibete. Sherlock rapidamente resolve o caso, mas repara que um busto de Margaret Thatcher está desaparecido da casa da vítima, descobrindo que foi roubado e colocado numa coberta. Existem quatro bustos iguais a esse que estão sendo roubados e quebrados. Sherlock descobre o bandido quando ele tentava roubar um busto e lutou contra ele, descobriu que dentro de um dos bustos existia um pen-drive contendo informações sobre Mary e seu passado como espiã secreta. O ladrão era um ex-compamheiro de equipe que buscava vingança, acreditando que Mary o enganou. Ao ser questionado por Sherlock, Mary explica que ela era parte de uma força-tarefa freelance chamada 'A.G.R.A.', que eram as iniciais de cada agente, Mary era a 'R', seu real nome era Rosamund e 'A' de seu parceiro Ajay (Sacha Dhawan). Todos os membros tinham um stick de memória (pen-drive) que continha dados sobre os outros, no dia em que foi traído. Seis anos antes, uma missão de resgate de reféns na embaixada britânica em Tbilisi, Geórgia deu errado quando um golpe de estado resultou na morte de todos os agentes da A.G.R.A. tentando salvar Mary. Sherlock tenta persuadir Mary para não ir atrás de Ajay. Fugindo do acordo, Mary droga Sherlock com uma carta e foge.
Mary viaja por todo o mundo, seguindo um caminho aleatório para cobrir seus rastros. Sherlock e John seguiram ela até Marrocos e revelaram que colocaram um dispositivo de rastreamento no pen-drive, como Ajay fez sem eles saberem. Ajay explica que ele foi capturado por terroristas, mas escondeu seu pen-drive num dos bustos de Thatcher que ele pretendia recuperar para rastrear a Mary, quem ele culpa pela sua captura. Durante a sua tortura, Ajay ouvi sussurros sobre "Ammo" e também sobre "a mulher inglesa", a razão para o fracasso da missão. Ajay tenta matar o trio, mas é baleado pela polícia. Eles refletem sobre os acontecimentos e perceberam que Ajay estava trabalhando com a suposição na qual "a mulher inglesa" era Mary.
Sherlock chama Mycroft e explica que 'Ammo' na verdade significa Amo, a palavra em latim para "eu amo". Lady Smallwood, cujo codinome era Amor, então é questionada por Mycroft, mas ela prova que não tem nenhuma informação sobre o golpe. Perto do final, Sherlock junta as peças e se lembra que Msry falou sobre a possibilidade de secretários reunirem todos os tipos de informação. Ele conhece a secretária de Smallwood, Vivian Norbury, no Aquário de Londres. Quando a polícia e Mary chegam, Vivian revela que ela avisou os terroristas na Geórgia, usando o código "Amo" no resgate para que os reféns, assim como a 'A.G.R.A.', fossem eliminados. O objetivo dela era matar a embaixadora britânica que descobriu que Vivian tinha vendido segredos nacionais. Vivian saca uma arma e atira em Sherlock, mas Mary pula na frente e é atingida por uma bala. John chega a tempo e Mary revela seu amor por ser 'Mary Watson', antes de morrer em seus braços. Como Sherlock jurou protegê-la, isso cria um abismo entre ele e John.
Após a detenção de Vivian, Mycroft retorna para casa para encontrar uma nota auto-adesiva escrita "13th" na sua geladeira – Ele imediatamente pega o telefone e pede para falar com "Sherrinford". Sherlock visita a terapeuta de John mas não fala nada. Ao retornar a Baker Street, Sherlock e a Sra. Hudson lamentam a perda. Sherlock abre um pacote contendo um DVD com uma mensagem póstuma de Mary, na qual ela pede a ele 'Salvar John Watson'. Ele então vai ao apartamento de John para oferecer-lhe ajuda, mas Molly abre a porta com Rosie em seus braços e dá a Sherlock uma carta de John, dizendo que John pode ter a ajuda de todo mundo, menos de Sherlock. Voltando à história do comerciante, Sherlock conclui que a morte é inevitável, mas observa se as circunstâncias são evitáveis.
Em uma cena pós-créditos, são mostradas cenas adicionais do DVD de Mary dela dizendo 'Vá pro inferno, Sherlock'.

## Produção

### Locais
A quarta temporada foi inicialmente filmada no Pinewood Studio Wales
Diversas cenas para esse episódio foram gravadas em Londres: cenas envolvendo o bloodhound foram filmadas em Borough Market e Trinity Church Square em Southwark; Cumberbatch também foi filmado na Vauxhall Bridge, correndo em direção ao SIS Building. Também as ocorreram filmagens na Praça Jemaa el-Fnaa, em Marraquexe, Marrocos.